# Дискография Боба Дилана
В общей сложности дискография американского певца и автора песен Боба Дилана включает:
- 39 студийных альбомов
- 13 концертных альбомов
- 31 сборник
- 81 синглов

В данном списке также перечислены 3 домашних видео, библиография и фильмография Боба Дилана.

## Альбомы

### Студийные альбомы
| Год                              | Основные данные                                                           | Наивысшая позиция в чартах | Наивысшая позиция в чартах | Наивысшая позиция в чартах | Статус                                                                           |
| Год                              | Основные данные                                                           | США                        | Австралия                  | Великобритания             | Статус                                                                           |
| -------------------------------- | ------------------------------------------------------------------------- | -------------------------- | -------------------------- | -------------------------- | -------------------------------------------------------------------------------- |
| 1962                             | Bob Dylan - Выпущен: 19 марта 1962 - Лейбл: Columbia                      | —                          | —                          | 13                         |                                                                                  |
| 1963                             | The Freewheelin' Bob Dylan - Выпущен: 27 мая 1963 - Лейбл: Columbia       | 22                         | —                          | 1                          | США: Платиновый                                                                  |
| 1964                             | The Times They Are a-Changin' - Выпущен: 13 января 1964 - Лейбл: Columbia | 20                         | —                          | 4                          | США: Золотой                                                                     |
| 1964                             | Another Side of Bob Dylan - Выпущен: 8 августа 1964 - Лейбл: Columbia     | 43                         | —                          | 8                          | США: Золотой                                                                     |
| 1965                             | Bringing It All Back Home - Выпущен: 22 марта 1965 - Лейбл: Columbia      | 6                          | —                          | 1                          | США: Платиновый                                                                  |
| 1965                             | Highway 61 Revisited - Выпущен: 30 августа 1965 - Лейбл: Columbia         | 3                          | —                          | 4                          | США: Платиновый · Канада: Золотой                                                |
| 1966                             | Blonde on Blonde - Выпущен: 16 мая 1966 - Лейбл: Columbia                 | 9                          | —                          | 3                          | США: 2×Платиновый                                                                |
| 1967                             | John Wesley Harding - Выпущен: 27 декабря 1967 - Лейбл: Columbia          | 2                          | —                          | 1                          | США: Платиновый                                                                  |
| 1969                             | Nashville Skyline - Выпущен: 9 апрель 1969 - Лейбл: Columbia              | 3                          | —                          | 1                          | США: Платиновый · Канада: Золотой                                                |
| 1970                             | Self Portrait - Выпущен: 8 июня 1970 - Лейбл: Columbia                    | 4                          | —                          | 1                          | США: Золотой                                                                     |
| 1970                             | New Morning - Выпущен: 21 октября 1970 - Лейбл: Columbia                  | 7                          | —                          | 1                          | США: Золотой                                                                     |
| 1973                             | Pat Garrett & Billy the Kid - Выпущен: 13 июля 1973 - Лейбл: Columbia     | 16                         | —                          | 29                         | США: Золотой                                                                     |
| 1974                             | Planet Waves - Выпущен: 17 января 1974 - Лейбл: Columbia                  | 1                          | —                          | 7                          | США: Золотой · Великобритания: Серебряный                                        |
| 1975                             | Blood on the Tracks - Выпущен: 17 января 1975 - Лейбл: Columbia           | 1                          | —                          | 4                          | США: 2×Платиновый · Канада: Платиновый · Великобритания: Золотой                 |
| 1976                             | Desire - Выпущен: 16 января 1976 - Лейбл: Columbia                        | 1                          | —                          | 3                          | США: 2×Платиновый · Канада: Платиновый · Великобритания: Золотой                 |
| 1978                             | Street Legal - Выпущен: 15 июня 1978 - Лейбл: Sony Music Distribution     | 11                         | —                          | 2                          | США: Золотой · Канада: Платиновый · Великобритания: Платиновый                   |
| 1979                             | Slow Train Coming - Выпущен: 20 августа 1979 - Лейбл: Columbia            | 3                          | —                          | 2                          | США: Платиновый · Канада: 2×Платиновый · Великобритания: Серебряный              |
| 1980                             | Saved - Выпущен: 20 июня 1980 - Лейбл: Columbia                           | 24                         | —                          | 3                          | Великобритания: Серебряный                                                       |
| 1981                             | Shot of Love - Выпущен: 12 августа 1981 - Лейбл: Columbia                 | 33                         | —                          | 6                          | Великобритания: Серебряный                                                       |
| 1983                             | Infidels - Выпущен: ноября 1, 1983 - Лейбл: Columbia                      | 20                         | —                          | 9                          | США: Золотой · Канада: Золотой · Великобритания: Серебряный                      |
| 1985                             | Empire Burlesque - Выпущен: 8 июня 1985 - Лейбл: Columbia                 | 33                         | —                          | 11                         | Канада: Золотой                                                                  |
| 1986                             | Knocked Out Loaded - Выпущен: 8 августа 1986 - Лейбл: Columbia            | 54                         | —                          | 35                         |                                                                                  |
| 1988                             | Down in the Groove - Выпущен: 31 мая 1988 - Лейбл: Columbia               | 61                         | 41                         | 32                         |                                                                                  |
| 1989                             | Oh Mercy - Выпущен: 22 сентября 1989 - Лейбл: Columbia                    | 30                         | 26                         | 6                          | США: Золотой · Великобритания: Золотой                                           |
| 1990                             | Under the Red Sky - Выпущен: 11 сентября 1990 - Лейбл: Columbia           | 38                         | 39                         | 13                         | Великобритания: Серебряный                                                       |
| 1992                             | Good as I Been to You - Выпущен: 27 октября 1992 - Лейбл: Columbia        | 51                         | —                          | 18                         |                                                                                  |
| 1993                             | World Gone Wrong - Выпущен: 28 октября 1993 - Лейбл: Columbia             | 70                         | —                          | 35                         |                                                                                  |
| 1997                             | Time Out of Mind - Выпущен: 30 сентября 1997 - Лейбл: Columbia            | 10                         | 24                         | 10                         | США: Платиновый · Австралия: Золотой · Канада: Золотой · Великобритания: Золотой |
| 2001                             | Love and Theft - Выпущен: 11 сентября 2001 - Лейбл: Columbia              | 5                          | 6                          | 3                          | США: Золотой                                                                     |
| 2006                             | Modern Times - Выпущен: 29 августа 2006 - Лейбл: Columbia                 | 1                          | 1                          | 3                          | США: Платиновый · Австралия: Золотой · Канада: Платиновый                        |
| 2009                             | Together Through Life - Выпущен: 28 апрель 2009 - Лейбл: Columbia         | 1                          | 5                          | 1                          |                                                                                  |
| 2009                             | Christmas in the Heart - Выпущен: 13 октября 2009 - Лейбл: Columbia       | 23                         | —                          | 40                         |                                                                                  |
| 2012                             | Tempest - Выпущен: 10 сентября 2012 - Лейбл: Columbia                     | 3                          | 8                          | 3                          |                                                                                  |
| 2015                             | Shadows in the Night - Выпущен: 3 февраля 2015 - Лейбл: Columbia          | 7                          | 8                          | 1                          |                                                                                  |
| 2016                             | Fallen Angels - Выпущен: 20 мая 2016 - Лейбл: Columbia                    | 7                          | 11                         | 5                          |                                                                                  |
| 2017                             | Triplicate - Выпущен: 31 марта 2017 - Лейбл: Columbia                     | 37                         | 36                         | 17                         |                                                                                  |
| 2020                             | Rough and Rowdy Ways - Выпущен: 19 июня 2020 - Лейбл: Columbia            | 2                          | 2                          | 1                          |                                                                                  |
| «—» означает отсутствие в чарте. |                                                                           |                            |                            |                            |                                                                                  |

### Концертные альбомы
| 1974                             | Before the Flood - Выпущен: 20 июня 1974 - Лейбл: Columbia                                  | 3   | 8  | US: платиновый UK: Silver            |
| 1976                             | Hard Rain - Выпущен: 10 сентября 1976 - Лейбл: Columbia                                     | 17  | 3  | US: золотой UK: золотой              |
| 1979                             | Bob Dylan at Budokan - Выпущен: - Лейбл: Columbia                                           | 13  | 4  | US: золотой CAN: золотой UK: золотой |
| 1984                             | Real Live - Выпущен: 3 декабря 1984 - Лейбл: Columbia                                       | 115 | 54 |                                      |
| 1989                             | Dylan & The Dead - Выпущен: 6 февраля 1989 - Лейбл: Columbia                                | 37  | 38 | US: золотой                          |
| 1993                             | The 30th Anniversary Concert Celebration - Выпущен: 24 августа 1993 - Лейбл: Columbia       | 40  | —  |                                      |
| 1995                             | MTV Unplugged - Выпущен: 25 апрель 1995 - Лейбл: Columbia                                   | 23  | 10 | US: золотой                          |
| 2001                             | Live 1961-2000: Thirty-Nine Years of Great Concert Performances (Japan) - Выпущен: - Лейбл: | —   | —  |                                      |
| 2005                             | Live at the Gaslight 1962 - Выпущен: - Лейбл:                                               | —   | —  |                                      |
| 2005                             | Live at Carnegie Hall 1963 - Выпущен: - Лейбл:                                              | —   | —  |                                      |
| «—» означает отсутствие в чарте. |                                                                                             |     |    |                                      |

### Сборники
| 1967                             | Bob Dylan's Greatest Hits - Выпущен: 27 марта 1967 - Лейбл: Sony Music Distribution           | 10  | 6  | US: 5× платиновый CAN: 2× платиновый |
| 1971                             | Bob Dylan's Greatest Hits Vol. II - Выпущен: 17 ноября 1971 - Лейбл: Sony Music Distribution  | 14  | 12 | US: 5× платиновый CAN: 2× платиновый |
| 1973                             | Dylan - Выпущен: 16 ноября 1973 - Лейбл: Sony Music Distribution                              | 17  | —  | США: Золотой                         |
| 1975                             | The Basement Tapes - Выпущен: 26 июня 1975 - Лейбл: Columbia                                  | 7   | 8  | США: Золотой · UK: золотой           |
| 1978                             | Masterpieces - Выпущен: март 1978 - Лейбл: Columbia                                           | —   | —  |                                      |
| 1985                             | Biograph - Выпущен: 28 октября 1985 - Лейбл: Columbia                                         | 33  | —  | US: платиновый                       |
| 1994                             | Bob Dylan's Greatest Hits Volume 3 - Выпущен: 15 ноября 1994 - Лейбл: Columbia                | 126 | —  | US: золотой                          |
| 1997                             | The Best of Bob Dylan, Vol. 1 (UK) - Выпущен: - Лейбл:                                        | —   | 6  | UK: золотой                          |
| 2000                             | The Best of Bob Dylan, Vol. 2 (UK) - Выпущен: 28 ноября 2000 - Лейбл: Sony Music Distribution | —   | —  |                                      |
| 2000                             | The Essential Bob Dylan - Выпущен: 31 октября 2000 - Лейбл: Columbia                          | 67  | 9  | US: платиновый UK: платиновый        |
| 2005                             | The Best of Bob Dylan (US) - Выпущен: - Лейбл: Sony Music Distribution                        | —   | —  |                                      |
| 2007                             | Bob Dylan: The Collection - Выпущен: - Лейбл:                                                 | —   | —  |                                      |
| 2007                             | Dylan (single disc version) - Выпущен: 2 октября 2007 - Лейбл: Sony Music Distribution        | 36  | 10 | US: золотой                          |
| 2007                             | Dylan (deluxe version) - Выпущен: 2 октября 2007 - Лейбл: Sony Music Distribution             | 93  | —  |                                      |
| «—» означает отсутствие в чарте. |                                                                                               |     |    |                                      |

### Серия бутлегов
| 1991                             | The Bootleg Series Volumes 1–3 (Rare & Unreleased) 1961–1991 - Выпущен: 26 марта 1991 - Лейбл: Sony Music Distribution              | 49 | 32 | US: золотой |
| 1998                             | The Bootleg Series Vol. 4: Bob Dylan Live 1966, The "Royal Albert Hall" Concert - Выпущен: 13 октября 1998 - Лейбл: Columbia/Legacy | 31 | 19 | US: золотой |
| 2002                             | The Bootleg Series Vol. 5: Bob Dylan Live 1975, The Rolling Thunder Revue - Выпущен: 26 ноября 2002 - Лейбл: Columbia               | 56 | 69 | US: золотой |
| 2004                             | The Bootleg Series Vol. 6: Bob Dylan Live 1964, Concert at Philharmonic Hall - Выпущен: 30 марта 2004 - Лейбл: Columbia/Legacy      | 28 | 33 |             |
| 2005                             | The Bootleg Series Vol. 7: No Direction Home: The Soundtrack - Выпущен: 30 августа 2005 - Лейбл: Classic Records                    | 16 | 21 | US: золотой |
| 2008                             | The Bootleg Series Vol. 8: Tell Tale Signs (two-disc version) - Выпущен: 7 октября 2008 - Лейбл: Columbia/Legacy                    | 6  | 9  |             |
| 2008                             | The Bootleg Series Vol. 8: Tell Tale Signs (deluxe version) - Выпущен: 7 октября 2008 - Лейбл: Columbia                             | —  | —  |             |
| 2010                             | The Bootleg Series Vol. 9 – The Witmark Demos: 1962–1964 - Выпущен: 19 октября 2010 - Лейбл: Columbia/Legacy                        | 12 | 18 |             |
| «—» означает отсутствие в чарте. | |    |    |             |

## Совместные работы
- Land of the Free Home of the Brave (Johnny Cash, 1969) — 25 песен
- The Concert for Bangla Desh (George Harrison, 1971) — 6 песен
- Rock of Ages (The Band, 1972) — 4 песни
- The Last Waltz[англ.] (The Band, 1978) — 5 песен
- Postcards of the Hanging (The Grateful Dead, 2002) — 1 песня
- A Musical History (The Band, 2005) — 7 песен

## Трибьют-альбомы
- The Hollies:  Hollies Sing Dylan (1969)
- Steve Howe: Portraits of Bob Dylan (1999)
- Various Artists: Gotta Serve Somebody: The Gospel Songs of Bob Dylan (2003)
- Bryan Ferry: Dylanesque (2007)
- Joan Baez: Baez Sings Dylan (1998)
- Judy Collins: Judy Sings Dylan - Just Like a Woman (1993)
- Various Artists: A Reggae Tribute To Bob Dylan: Is It Rolling Bob? ()
- Various Artists: The 30th Anniversary Concert Celebration (Live) (1993)
- Robyn Hitchcock: Robyn Sings (2002)

## Синглы
| Год  | Название                                                                     | Наивысшая позиция в чартах | Наивысшая позиция в чартах | Наивысшая позиция в чартах | Наивысшая позиция в чартах | Наивысшая позиция в чартах | Альбом                                             |
| Год  | Название                                                                     | US                         | US Main                    | UK                         | NL                         | IRE                        | Альбом                                             |
| ---- | ---------------------------------------------------------------------------- | -------------------------- | -------------------------- | -------------------------- | -------------------------- | -------------------------- | -------------------------------------------------- |
| 1962 | «Mixed-Up Confusion» / «Corrina, Corrina»                                    | —                          | —                          | —                          | —                          | —                          | Вне альбома / Biograph                             |
| 1963 | «Blowin' in the Wind»                                                        | —                          | —                          | —                          | —                          | —                          | The Freewheelin' Bob Dylan                         |
| 1965 | «The Times They Are a-Changin'»                                              | —                          | —                          | 9                          | —                          | —                          | The Times They Are a-Changin'                      |
| 1965 | «Maggie's Farm»                                                              | —                          | —                          | 22                         | —                          | —                          | Bringing It All Back Home                          |
| 1965 | «Subterranean Homesick Blues»                                                | 39                         | —                          | 9                          | —                          | —                          | Bringing It All Back Home                          |
| 1965 | «Like a Rolling Stone»                                                       | 2                          | —                          | 4                          | —                          | 9                          | Highway 61 Revisited                               |
| 1965 | «Positively 4th Street»                                                      | 7                          | —                          | 8                          | —                          | —                          | Вне альбома / Biograph / Bob Dylan's Greatest Hits |
| 1965 | «Can You Please Crawl Out Your Window?»                                      | 58                         | —                          | 17                         | —                          | —                          | Вне альбома / Biograph                             |
| 1966 | «One of Us Must Know (Sooner or Later)»                                      | 119                        | —                          | 33                         | —                          | —                          | Blonde on Blonde                                   |
| 1966 | «Rainy Day Women #12 & 35»                                                   | 2                          | —                          | 7                          | —                          | —                          | Blonde on Blonde                                   |
| 1966 | «I Want You»                                                                 | 20                         | —                          | 16                         | —                          | —                          | Blonde on Blonde                                   |
| 1966 | «Just Like a Womann»                                                         | 33                         | —                          | —                          | —                          | —                          | Blonde on Blonde                                   |
| 1967 | «Leopard-Skin Pill-Box Hat»                                                  | 81                         | —                          | —                          | —                          | —                          | Blonde on Blonde                                   |
| 1967 | «If You Gotta Go, Go Now»                                                    | —                          | —                          | —                          | —                          | —                          | Вне альбома                                        |
| 1968 | «Drifter's Escape»                                                           | —                          | —                          | —                          | —                          | —                          | John Wesley Harding                                |
| 1968 | «All Along the Watchtower»                                                   | —                          | —                          | —                          | —                          | —                          | John Wesley Harding                                |
| 1969 | «I Threw It All Away»                                                        | 85                         | —                          | 30                         | 17                         | —                          | Nashville Skyline                                  |
| 1969 | «Lay Lady Lay»                                                               | 7                          | —                          | 5                          | —                          | 13                         | Nashville Skyline                                  |
| 1969 | «Tonight I’ll Be Staying Here with You»                                      | 50                         | —                          | —                          | —                          | —                          | Nashville Skyline                                  |
| 1970 | «Wigwam»                                                                     | 41                         | —                          | —                          | 3                          | —                          | Self Portrait                                      |
| 1971 | «If Not for You»                                                             | —                          | —                          | —                          | 30                         | —                          | New Morning                                        |
| 1971 | «Watching the River Flow»                                                    | 41                         | —                          | 24                         | 18                         | —                          | Bob Dylan's Greatest Hits Vol. II / Вне альбома    |
| 1971 | «George Jackson»                                                             | 33                         | —                          | —                          | 11                         | —                          | Вне альбома                                        |
| 1973 | «Knockin' on Heaven's Door»                                                  | 12                         | —                          | 14                         | —                          | 9                          | Pat Garrett & Billy the Kid                        |
| 1973 | «A Fool Such as I»                                                           | 55                         | —                          | —                          | —                          | —                          | Dylan                                              |
| 1974 | «On a Night Like This»                                                       | 44                         | —                          | —                          | —                          | —                          | Planet Waves                                       |
| 1974 | «Something There Is About You»                                               | 107                        | —                          | —                          | —                          | —                          | Planet Waves                                       |
| 1974 | «Most Likely You Go Your Way (And I'll Go Mine)» (with The Band)             | 66                         | —                          | —                          | —                          | —                          | Before the Flood                                   |
| 1974 | «All Along the Watchtower»                                                   | —                          | —                          | —                          | —                          | —                          | Before the Flood                                   |
| 1975 | «Tangled Up in Blue»                                                         | 31                         | —                          | —                          | —                          | —                          | Blood on the Tracks                                |
| 1975 | «Hurricane»                                                                  | 33                         | —                          | 43                         | —                          | —                          | Desire                                             |
| 1976 | «Mozambique»                                                                 | 54                         | —                          | —                          | —                          | —                          | Desire                                             |
| 1977 | «Rita May»                                                                   | 110                        | —                          | —                          | —                          | —                          | Вне альбома                                        |
| 1978 | «Is Your Love in Vain?»                                                      | —                          | —                          | 56                         | —                          | 20                         | Street Legal                                       |
| 1978 | «Baby, Stop Crying»                                                          | —                          | —                          | 13                         | —                          | 5                          | Street Legal                                       |
| 1978 | «Changing of the Guards»                                                     | —                          | —                          | —                          | —                          | —                          | Street Legal                                       |
| 1979 | «Gotta Serve Somebody»/«Trouble in Mind»                                     | 24                         | —                          | —                          | —                          | —                          | Slow Train Coming                                  |
| 1979 | «Precious Angel»                                                             | —                          | —                          | —                          | —                          | —                          | Slow Train Coming                                  |
| 1980 | «Man Gave Names to All the Animals»                                          | —                          | —                          | —                          | —                          | —                          | Slow Train Coming                                  |
| 1980 | «Slow Train»                                                                 | —                          | —                          | —                          | —                          | —                          | Slow Train Coming                                  |
| 1980 | «Solid Rock»                                                                 | —                          | —                          | —                          | —                          | —                          | Saved                                              |
| 1980 | «Saved»                                                                      | —                          | —                          | —                          | —                          | —                          | Saved                                              |
| 1981 | «Shot of Love»                                                               | —                          | 38                         | —                          | —                          | —                          | Shot of Love                                       |
| 1981 | «Heart of Mine»                                                              | —                          | —                          | —                          | —                          | —                          | Shot of Love                                       |
| 1983 | «Union Sundown»                                                              | —                          | —                          | 90                         | —                          | —                          | Infidels                                           |
| 1984 | «Jokerman»                                                                   | —                          | —                          | —                          | —                          | —                          | Infidels                                           |
| 1984 | «Sweetheart Like You»                                                        | 55                         | —                          | —                          | —                          | —                          | Infidels                                           |
| 1985 | «Tight Connection to My Heart (Has Anybody Seen My Love?)»                   | 103                        | 19                         | —                          | —                          | —                          | Empire Burlesque                                   |
| 1985 | «When the Night Comes Falling from the Sky»                                  | —                          | —                          | —                          | —                          | —                          | Empire Burlesque                                   |
| 1986 | «Band of the Hand»                                                           | —                          | 28                         | —                          | —                          | —                          | Вне альбома                                        |
| 1986 | «Got My Mind Made Up»                                                        | —                          | 23                         | —                          | —                          | —                          | Knocked Out Loaded                                 |
| 1988 | «Silvio»                                                                     | —                          | 5                          | —                          | —                          | —                          | Down in the Groove                                 |
| 1989 | «Everything Is Broken»                                                       | —                          | 8                          | 98                         | —                          | —                          | Oh Mercy                                           |
| 1989 | «Slow Train» (с группой The Grateful Dead)                                   | —                          | 8                          | —                          | —                          | —                          | Dylan & The Dead                                   |
| 1990 | «Unbelievable»                                                               | —                          | 21                         | 93                         | —                          | —                          | Under the Red Sky                                  |
| 1993 | «My Back Pages»                                                              | —                          | 26                         | —                          | —                          | —                          | The 30th Anniversary Concert Celebration           |
| 1995 | «Dignity»                                                                    | —                          | —                          | 33                         | —                          | —                          | MTV Unplugged                                      |
| 1998 | «Not Dark Yet»                                                               | —                          | —                          | —                          | —                          | —                          | Time out of Mind                                   |
| 1998 | «Love Sick»                                                                  | —                          | —                          | 64                         | —                          | —                          | Time out of Mind                                   |
| 2000 | «Things Have Changed»                                                        | —                          | —                          | 58                         | —                          | —                          | Wonder Boys                                        |
| 2006 | «Someday Baby»                                                               | 98                         | —                          | —                          | —                          | —                          | Modern Times                                       |
| 2007 | «Most Likely You'll Go Your Way (And I'll Go Mine)» (Mark Ronson Re-Version) | —                          | —                          | 51                         | —                          | —                          | Dylan promotion / Вне альбома                      |
| 2008 | «Dreamin' of you»                                                            | —                          | —                          | —                          | —                          | —                          | The Bootleg Series Volume 8: Tell Tale Signs       |
| 2009 | «Beyond Here Lies Nothin'»                                                   | —                          | —                          | —                          | —                          | —                          | Together Through Life                              |
| 2009 | «I Feel a Change Comin' On»                                                  | —                          | —                          | —                          | —                          | —                          | Together Through Life                              |
| 2009 | «Must Be Santa»                                                              | —                          | —                          | 41                         | —                          | —                          | Christmas In The Heart                             |

## Home video
- Hard to Handle (1986)
- The 30th Anniversary Concert Celebration (1993) #40 U.S.
- MTV Unplugged (1995)

Bob Dylan appears briefly in many other commercial video releases; only those centering on him are listed.
Боб Дилан ненадолго появлялся во многих других коммерческих видео; перечислены только те, где он является центральным персонажем.

## Фильмы

### Режиссёр/продюсер
- Dont Look Back (1967)
- Eat the Document (1969)
- Renaldo and Clara (1978)
- Masked and Anonymous (2003)
- No Direction Home (2005)

### Актёр
- The Madhouse on Castle Street (1963) BBC TV play
- Pat Garrett & Billy the Kid (1973)
- Hearts of Fire (1987)
- Backtrack aka Catchfire (1990)
- Paradise Cove (1999)
- Masked and Anonymous (2003)

### Исполнитель
- Festival (1967)
- The Concert for Bangladesh (1972)
- The Last Waltz (1978)
- Gotta Serve Somebody: The Gospel Songs of Bob Dylan DVD (2006)
- The Other Side of the Mirror: Bob Dylan at the Newport Folk Festival (2007)

### Биографические
- No Direction Home (July 2005), directed by Martin Scorsese
- I'm Not There (November 2007), directed by Todd Haynes

### Саундтрек
- Feeling Minnesota (1996) Directed by Steven Baigelman : single song Ring of Fire plays with end credits Soundtrack release Label: Atlantic / Wea ASIN: B000002J8D

## Книги
- Tarantula (1971)
- Writings and Drawings (1972)
- Lyrics: 1962–1985
- Drawn Blank (1994)
- The Definitive Bob Dylan Songbook (2003)
- Chronicles: Vol. One (2004)
- Lyrics: 1962—2001 (2004)
- The Bob Dylan Scrapbook, 1956—1966 (2005) [в качестве автора указан Дилан, хотя текст написан Робертом Сантелли из Experience Music Project.]